# 구민선
구민선(1973년 11월 10일 ~ )은 대한민국의 성우이다. 1995년 KBS 25기 공채 성우로 데뷔하였다.

## 주요 활동작

### CF
- 《기아 자동차 - K7》
- 《현대 건설 - 힐 스테이트 아파트》
- 《DHL》
- 《리바트 가구》
- 《vov 마스카라》
- 《화장품 아모레 퍼시픽 - 헤라》
- 《화장품 미샤》
- 《애경 - 케라시스 샴푸, 에스따르 샴푸》
- 《P&G - 팬틴 샴푸》
- 《굿 네이버스》

### 애니메이션
- 《그 남자 그 여자》 (KBS) - 민수지
- 《내 사랑 미운 오리새끼》 (KBS) - 윙
- 《도라에몽》 (챔프) - 퉁퉁이 엄마
- 《떴다! 트레이시》 (어린이TV) - 제니
- 《루니툰》 (재능TV) - 대피 덕 / 할머니
- 《마법전사 유캔도》 (재능TV) - 유리
- 《마스크맨》 (KBS) - 핑크 베베 / 아라차맨 / 성게맨
- 《만능 수리공 매니》 (KBS) - 더스티
- 《모모》 (KBS) - 비비걸
- 《별나라 요정 코미》 (KBS) - 핑코
- 《수퍼 사이보그 네로》 (어린이TV) - 떠돌이 황보
- 《애플캔디걸》 (KBS) - 찌루
- 《왕의 수염》 (KBS) - 매디
- 《유희왕 5D's》 (챔프) - 예거
- 《은하공주 디지캐럿》 (KBS) - 게마
- 《판타스틱 4》 (카툰네트워크) - 코트니
- 《4차원 탐정 똘비》 (KBS) - 진달래

### 극장용 애니메이션
- 《가디언의 전설》 - 나이라
- 《메이의 새빨간 비밀》 - 헬렌
- 《이집트 왕자》 - 히브리인 아이
- 《인사이드 아웃》 - 슬픔
- 《인사이드 아웃 2》 - 슬픔
- 《토이 스토리 3》 - 스트레치 / 탁아소 선생님
- 《팅커벨》 - 메리

### 외화
- 《10일안에 남자친구에게 차이는 법》 (KBS) - 미셸(캐스린 한)
- 《6번째 날》 (KBS)
- 《검은 고양이 흰 고양이》 (KBS) - 딱정벌레
- 《닥터후》 (KBS) - 티시 존스(구구 음바타로)
- 《돈벼락 맞은 사나이》 (KBS) - 비키
- 《라 비 앙 로즈》 (KBS) - 아네타(클로틸드 쿠로) / 에디트의 하녀
- 《레인저 스카우트》 (KBS)
- 《몬스터 볼》 (KBS) - 베라(앰버 룰스) / 데릴(테일러 래그랑)
- 《몰랫츠》 (KBS) - 고웬 (조이 로렌 애덤스)
- 《빌리 엘리어트》 (KBS) - 데비(니콜라 블랙웰)
- 《사랑의 블랙홀》 (KBS) - 도리스 (로빈 듀크)
- 《센디베이의 악동들》 (KBS)
- 《스필버그의 어메이징 스토리》 (KBS)
- 《식스 데이 세븐 나잇》 (KBS) - 회사 직원(에이미 세다리스) / 호텔 안내원(푸아 카호로쿨라)
- 《신부와 편견》 (KBS) - 찬드라 (소날리 쿨카니)
- 《아이들의 훈장》 (KBS)
- 《어웨이 프롬 허》 (KBS) - 모니카(니나 도브레브)
- 《위대한 산티니》 (KBS)
- 《존 큐》 (KBS) - 마이크 (다니엘 E. 스미스)
- 《집으로 가는 길》 (KBS)
- 《차스키 차스키》 (KBS) - 페르 (샘 커셀)
- 《청혼》 (KBS) - 모니크 (캐서린 타운)
- 《카풀》 (KBS) - 트래비스(조르단 브레이크 워콜)
- 《컨페션》 (KBS)
- 《코드 46》 (KBS) - 짐(타로 바하) / 나이트클럽 가수(리엔 응우옌) / 의사(에시 데이비스)
- 《택시 2》 (KBS) - 일본인 요원 (시미즈 츠유)
- 《폰 부스》 (KBS) - 콜키 (아리안 워링 아쉬)
- 《프린세스 다이어리》 (KBS) - 릴리 (헤더 마타라조)
- 《하나 그리고 둘》 (KBS) - 양양
- 《하와이, 오슬로》 (KBS) - 밀라
- 《한나 몬타나》 (디즈니채널) - 한나 몬타나
- 《할로우 맨》 (KBS) - 제니스 (메리 랜들)

### 방송
- 《실속 TV 주부경제학》(KBS)
- 《기분 좋은 날》(MBC)
- 《겟 잇 뷰티》(tvN)
- 《사람세상 시선》(OBS)
- 《히스토리 후》(MBC)
- 《미각스캔들》(JTBC)
- 《르포랭킹 사건사고 Top 5》(채널 뷰)
- 《생생정보통》(KBS2)
- 《생활경제》(SBS)
- 《내 몸 사용설명서》(TV조선)
- 《이것은 실화다》(TV조선)
- 《광복70년 특집 뿌리깊은 미래 70년의 기적, 이렇게 이루어졌다》 (KBS1) - 내레이션
- 《김현욱의 굿모닝》(채널A)
- 《TV정보쇼 알짜왕》(JTBC)
- 《충전! 행복플러스》(메디TV)
- 《황금나침반》(YTN)
- 《달라졌어요》(EBS)
- 《리얼극장 어머니》(EBS)
- 《다큐공감》 256회 : 신풍리 화양연화(KBS1) - 내레이션
- 《팡팡터지는 정보쇼 알맹이》(TV조선) - 성우
- 《채널A 특별기획》 38회 : 엄마, 뱃살과의 전재을 선포하다(채널A) - 내레이션
- 《다큐On》 150회 : 호랑이의 날 기획 - 호랑이는 살아있다(KBS1) - 내레이션

### 인터넷
- 천애 - 직원

### 게임
- 《리플레이 2》
- 《파랜드 택틱스 5 - 파랜드 심포니》 - 리아
- 《도타 2》 - 복수혼령

### OST
- 4차원 탐정 똘비 오프닝, 엔딩